# Амурский гуманитарно-педагогический государственный университет
Амурский гуманитарно-педагогический государственный университет (АмГПГУ) — высшее учебное заведение в Комсомольске-на-Амуре.

## История
Основан в 1954 году как Комсомольский-на-Амуре государственный педагогический институт.
Первым ректором института стал Лосев Андрей Михайлович (занимал должность с 1954 по 1967 годы).
В настоящее время университет возглавляет Бавыкин Виктор Станиславович.
В 2004 году началась реконструкция главного корпуса Университета в соответствии с Федеральной адресной инвестиционной программой.
В 2021 году был открыт Технопарк Универсальных Педагогических Компетенций.

## Структура
- Факультет информационных технологий, математики и физики
- Факультет истории и юриспруденции
- Естественно-географический факультет
- Факультет технологии, экономики, дизайна
- Факультет филологии и межкультурной коммуникации
- Институт педагогики и психологии
- Институт заочного и дополнительного образования

## Рейтинги
- В 2008 вуз занимал 22-место (из 74) среди педагогических и лингвистических вузов.[1]
- В 2010 — 35 место.[2]
- В 2023 - 30 место.